# The Switch Drag Race
The Switch Drag Race, è stato un programma televisivo cileno, in onda sulla rete televisiva MEGA a dal 2015 al 2018.
Il programma è basato sul format del programma statunitense RuPaul's Drag Race. Come nella versione originale, le concorrenti devono mostrare le loro doti d'intrattenitrici cimentandosi in varie sfide. Ogni settimana le loro performance vengono valutate da vari giudici: tra essi quelli fissi sono la drag queen nonché presentatrice Nicole Gaultier, Íngrid Cruz, Juan Pablo González, Sebastián Errázuriz; mentre i giudici ospiti variano ogni settimana. Al termine dell'episodio una concorrente viene eliminata; tra le ultime rimaste verrà scelta e incoronata la Mejor Transformista de Chile o Mejor Transformista de Habla Hispana, che riceverà una serie di premi.

## Format
Il casting viene annunciato online e chi vuole partecipare al programma deve mandare un provino formato video. Per poter prendere parte al programma è necessario avere 18 o più anni. Le persone transgender possono partecipare al programma e, nel corso delle stagioni classiche, alcuni concorrenti hanno dichiarato apertamente il loro stato di transgender.

### Puntate
A differenza della controparte statunitense, ogni puntata si divide nelle seguenti fasi:
Fasi iniziali
- La sfida artistica: in questa prima sfida, ogni concorrente deve caratterizzare un personaggio televisivo o un personaggio della cultura pop, su sé stessa, su un'altra concorrente o su un'ospite. Questo test viene valutato individualmente o in gruppo. A seconda dell'episodio, si verifica uno dei due esiti; 
  - La vincitrice di questa sfida ottiene l'immunità per tutto l'episodio, mentre la peggiore viene mandata direttamente a rischio eliminazione;
  - Nel caso di una sfida a squadre, il team migliore accederà alla prova successiva per ottenere l'immunità dall'eliminazione, mentre il team perdente prenderà parte alla terza prova per evitare l'eliminazione.
- La sfida di imitazione: in questa seconda sfida, ogni concorrente deve mantenere le caratterizzazioni del personaggio ricreato nella sfida precedente e aggiungere a esso un elemento di recitazione, canto, danza o performance di lip sync. Al termine di tutte le esibizioni, la giuria determina le concorrenti salve e quelle a rischio eliminazione.
- La sfida di canto: in questa terza sfida, ogni concorrente deve esibirsi dal vivo su una canzone a scelta davanti ai giudici e al pubblico in studio. Al termine di ogni esibizione, ogni giurato assegnerà all'esibizione un punteggio compreso tra 1 e 7, in base alla qualità della performance di ciascuna concorrente. Dopo che è stato assegnato il primo punteggio, la prima concorrente deve sedersi sulla "sedia a eliminazione" fino a quando un'altra concorrente non lo sostituisce con un punteggio inferiore al proprio. Alla fine, la concorrente con il punteggio più basso viene dichiarata a rischio eliminazione.
- L'eliminazione: dopo lo svolgimento delle tre sfide, le concorrenti peggiori si sfidano in un'ulteriore esibizione canora dal vivo, dove i giudici voteranno per la concorrente da eliminare dalla competizione. In caso di un pareggio tra i voti, sarà il voto del coach di canto a determinare l'eliminazione.

Fasi finali
- Quarti di finale: le dieci concorrenti che accedono ai quarti di finale, vengono divise in due gruppi per competere in due differenti episodi. Un'immunità viene assegnata alla vincitrice della sfida d'imitazione, consentendole di accedere direttamente alle semifinali. Le restanti concorrenti si esibiscono nella sfida di canto, con i giudici che annunciano le due concorrenti che accedono alle semifinali tramite voto a maggioranza. Le concorrenti a rischio si sfidano all'eliminazione per lottare per l'ultimo posto disponibile per le semifinali.
- Semifinali: le otto concorrenti vengono nuovamente divise in due  gruppi per competere in due differenti episodi. Nei primi due episodi dedicati alle semifinali, le concorrenti devono tutti competere in una sfida di imitazione e una sfida di canto, con i giudici che assegnano tutti i punteggi per ogni concorrente in generale. Le concorrenti con il punteggio più alto ottengono l'accesso diretto alla finale, mentre le due con il punteggio più basso vengono eliminate. Nel terzo episodio, le quattro concorrenti ancora in lizza si esibiscono nelle medesime sfide, dove la migliore accede la finale, mentre la peggiore viene direttamente eliminata. Successivamente le ultime due concorrenti a rischio si sfidano all'eliminazione dove la giuria selezione l'ultima finalista.
- Finale: le quattro finaliste si esibiscono individualmente nell'ultima sfida di canto davanti ai giudici. Dopo aver eliminato la concorrente che ha ottenuto il punteggio più basso dai giudici, viene successivamente incoronata la vincitrice di The Switch Drag Race e le viene conferito il titolo di Mejor Transformista e una serie di premi.

### Giudici
Come accade nella versione statunitense, lo show prevede la presenza di giudici fissi e di giudici ospiti che variano di settimana in settimana. I giudici danno la loro opinione sulle varie concorrenti, esprimendo le loro opinioni circa ciò che accade sul palcoscenico principale.
La principale differenza e la presenza della figura dei coach che, ogni settimana, offrono aiuto alle concorrenti per le prove di imitazione, quelle dedicata ai talenti e quelle dedicate al canto.

#### Giudici fissi
| Giudice             | Edizioni | Edizioni |
| Giudice             | 1        | 2        |
| ------------------- | -------- | -------- |
| Nicole Gaultier     | Fisso    | Fisso    |
| Íngrid Cruz         | Fisso    | Fisso    |
| Juan Pablo González | Fisso    |          |
| Sebastián Errázuriz | Fisso    |          |
| Oscar Mediavilla    |          | Fisso    |

#### Coach
| Coach              | Edizioni | Edizioni |
| Coach              | 1        | 2        |
| ------------------ | -------- | -------- |
| Nicole Gaultier    | Fisso    | Fisso    |
| Íngrid Cruz        | Fisso    | Fisso    |
| Patricia Maldonado | Fisso    | Fisso    |
| Nicanor Bravo      | Fisso    | Fisso    |
| Darwin Ruz         |          | Fisso    |
| Álvaro Véliz       |          | Fisso    |

### Premi
Anche in questa versione del programma, il vincitore riceve dei premi. I premi vinti in ogni edizione sono stati:
1ª Edizione:
- 10000000 $
- Una fornitura di un anno di prodotti della AnyHair
- Una corona e uno scettro di Fierce Drag Jewels

2ª Edizione:
- 20000000 $
- Una fornitura di un anno di prodotti della AnyHair
- Una corona e uno scettro di Fierce Drag Jewels

## Edizioni
| Edizione | Concorrenti | Episodi | Prima TV Cile | Prima TV Italia | Vincitrice  | Miss Simpatia  |
| -------- | ----------- | ------- | ------------- | --------------- | ----------- | -------------- |
| 1ª       | 17          | 24      | 2015          | inedita         | Luz Violeta | Jessica Parker |
| 2ª       | 15          | 31      | 2018          | inedita         | Miss Leona  | –              |

### Prima edizione
La prima edizione di The Switch Drag Race è andata in onda in Cile a partire dal 2015 sul canale televisivo privato MEGA. Diciassette drag queen, provenienti da diverse parti del Cile, si sfidano per entrare nella Drag Race Hall of Fame.
Luz Violeta, vincitrice dell'edizione, ha guadagnato come premio 10 000 000 pesos, una fornitura di un anno di prodotti della AnyHair, una corona e uno scettro di Fierce Drag Jewels.

### Seconda edizione
La seconda edizione del programma è andata in onda a partire dal 2018 sul canale televisivo privato MEGA. Quindici drag queen provenienti da diverse parti del mondo, e sei provenienti dall'edizione precedente, si sfidano per entrare nella Drag Race Hall of Fame.
La francese Miss Leona, vincitrice dell'edizione, ha guadagnato come premio 20 000 000 pesos, una fornitura di un anno di prodotti della AnyHair, una corona e uno scettro di Fierce Drag Jewels.

## Concorrenti
Le concorrenti che hanno preso parte al programma nel corso delle due edizioni sono state (in ordine di eliminazione):
| Edizioni | Vincitore(i) | Finalista(i)                         | 3°                                   | 4°                                   | 5°             | 6°           | 7°                 | 8°         | 9°             | 10°            | 11°              | 12°           | 13°           | 14°                 | 15°                       | 16°                  | 17°          |
| -------- | ------------ | ------------------------------------ | ------------------------------------ | ------------------------------------ | -------------- | ------------ | ------------------ | ---------- | -------------- | -------------- | ---------------- | ------------- | ------------- | ------------------- | ------------------------- | -------------------- | ------------ |
| 1ª       | Luz Violeta  | Luna di Mauri Stephanie Fox          | Luna di Mauri Stephanie Fox          | Sofía Camará                         | La Yoyi        | Rubí Blonde  | Arianda Sodi       | Laura Bell | Fernanda Brown | Jessica Parker | Paulette Palmery | Nery Lefferti | Yume Hime     | Kristina Kox        | Francisca Thompson        | Elizabeth San Martín | Álvaro Lynch |
| 2ª       | Miss Leona   | Gia Gunn Pavel Arámbula Sofía Camará | Gia Gunn Pavel Arámbula Sofía Camará | Gia Gunn Pavel Arámbula Sofía Camará | Fernanda Brown | Diva Houston | Rochelle Mon Chéri | Kandy Ho   | Luz Violeta    | Arianda Sodi   | Laura Bell       | Marie Laveau  | Luna di Mauri | Francisca del Solar | Fransiska "Pakita" Tólika |                      |              |

Legenda:
     La concorrente è stata nominata Miss Simpatia
     La concorrente è stata eliminata precedentemente dalla competizione, è tornata e ha continuato nella competizione
     La concorrente si è ritirata dalla competizione